# Europamästerskapen i konståkning 2014
Europamästerskapen i konståkning 2014 arrangerades i Budapest, Ungern den 13–19 januari 2014. De fyra discipliner man tävlade i var individuell åkning, kvinnor respektive män, paråkning samt isdans.
Mästerskapen var öppna för de konståkare från europeiska länder som var medlemmar av Internationella konståkningsförbundet och som hade fyllt 15 år före den 1 juli 2013.

## Deltagare[2]
| Land           | Män                                             | Kvinnor                                               | Paråkning | Isdans |
| -------------- | ----------------------------------------------- | ----------------------------------------------------- | --- | --- |
| Armenien       |                                                 | Slavik Hayrapetyan                                    | | |
| Azerbajdzjan   |                                                 |                                                       | | Julia Zlobina / Alexei Sitnikov                                                                                |
| Belgien        | Jorik Hendrickx                                 | Kaat Van Daele                                        | | |
| Bulgarien      | Manol Atanassov                                 | Anna Afonkina                                         | Elizaveta Makarova / Leri Kenchadze                                                                            | |
| Danmark        | Justus Strid                                    | Anita Madsen                                          | | Laurence Fournier Beaudry / Nikolaj Sorensen                                                                   |
| Estland        | Viktor Romanenkov                               | Elena Glebova                                         | Natalja Zabijako / Alexandr Zaboev                                                                             | Irina Štork / Taavi Rand                                                                                       |
| Finland        | Matthias Versluis                               | Juulia Turkkila                                       | | Henna Lindholm / Ossi Kanervo                                                                                  |
| Frankrike      | Florent Amodio Brian Joubert Chafik Besseghier  | Maé Bérénice Méité Laurine Lecavelier                 | Vanessa James / Morgan Ciprès Daria Popova / Bruno Massot                                                      | Nathalie Péchalat / Fabian Bourzat Pernelle Carron / Lloyd Jones                                               |
| Georgien       |                                                 | Elene Gedevanisjvili                                  | | Angelina Telegina / Otar Japaridze                                                                             |
| Grekland       |                                                 | Isabella Schuster-Velissariou                         | | |
| Irland         |                                                 | Clara Peters                                          | | |
| Israel         | Alexei Bychenko                                 | Danielle Montalbano                                   | Andrea Davidovich / Evgeni Krasnopolski                                                                        | Allison Reed / Vasili Rogov                                                                                    |
| Italien        | Paul Bonifacio Parkinson                        | Carolina Kostner Valentina Marchei Roberta Rodeghiero | Stefania Berton / Ondřej Hotárek Nicole Della Monica / Matteo Guarise Alessandra Cernuschi / Filippo Ambrosini | Anna Cappellini / Luca Lanotte Charlène Guignard / Marco Fabbri Lorenza Alessandrini / Simone Vaturi           |
| Lettland       |                                                 | Alīna Fjodorova                                       | | |
| Litauen        |                                                 | Inga Janulevičiūtė                                    | | Isabella Tobias / Deividas Stagniūnas                                                                          |
| Luxemburg      |                                                 | Fleur Maxwell                                         | | |
| Monaco         | Kim Lucine                                      |                                                       | | |
| Nederländerna  |                                                 | Michelle Couwenberg                                   | | |
| Norge          | Sondre Oddvoll Boe                              | Anne Line Gjersem                                     | | |
| Polen          | Maciej Cieplucha                                | Agata Kryger                                          | Magdalena Klatka / Radosław Chruściński                                                                        | Justyna Plutowska / Peter Gerber                                                                               |
| Rumänien       | Zoltán Kelemen                                  |                                                       | | |
| Ryssland       | Maksim Kovtun Sergej Voronov Konstantin Mensjov | Adelina Sotnikova Julia Lipnitskaja Alena Leonova     | Tatjana Volosozjar / Maksim Trankov Ksenja Stolbova / Fjodor Klimov Vera Bazarova / Jurij Larionov             | Elena Ilinych / Nikita Katsalapov Victoria Sinitsina / Ruslan Zjigansjin Jekaterina Riazanova / Ilja Tkatjenko |
| Schweiz        | Stéphane Walker                                 | Tanja Odermatt                                        | | Ramona Elsener / Florian Roost                                                                                 |
| Slovakien      | Marco Klepoch                                   | Nicole Rajičová                                       | | Federica Testa / Lukáš Csölley                                                                                 |
| Slovenien      |                                                 | Daša Grm                                              | | |
| Spanien        | Javier Fernández Javier Raya                    | Sonia Lafuente Marta Garcia                           | Veronica Grigorieva / Aritz Maestu                                                                             | Sara Hurtado / Adrià Díaz                                                                                      |
| Storbritannien | Matthew Parr                                    | Jenna McCorkell                                       | Amani Fancy / Christopher Boyadji Stacey Kemp / David King                                                     | Penny Coomes / Nicholas Buckland Carter Marie Jones / Richard Sharpe                                           |
| Sverige        | Alexander Majorov Illya Solomin                 | Joshi Helgesson Viktoria Helgesson Isabelle Olsson    | | |
| Tjeckien       | Michal Březina Tomáš Verner                     | Eliška Březinová                                      | | Lucie Myslivečková / Neil Brown                                                                                |
| Turkiet        | Ali Demirboga                                   | Birce Atabey                                          | | Alisa Agafanova / Alper Uçar                                                                                   |
| Tyskland       | Peter Liebers Franz Streubel                    | Nathalie Weinzierl Sarah Hecken                       | Aliona Savchenko / Robin Szolkowy Maylin Wende / Daniel Wende Mari Vartmann / Aaron Van Cleave                 | Nelli Zhiganshina / Alexander Gazsi Tanja Kolbe / Stefano Caruso                                               |
| Ukraina        | Yakov Godorozha                                 | Natalia Popova                                        | Julia Lavrentieva / Yuri Rudyk                                                                                 | Siobhan Heekin-Canedy / Dmitri Dun                                                                             |
| Ungern         | Kristóf Forgó                                   | Bernadett Szakács                                     | | Dóra Turóczi / Balázs Major                                                                                    |
| Belarus        | Pavel Ignatenko                                 | Janina Makeenka                                       | Maria Paliakova / Nikita Bochkov                                                                               | Viktoria Kavaliova / Yurii Bieliaiev                                                                           |
| Österrike      | Manuel Koll Viktor Pfeifer                      | Kerstin Frank                                         | Miriam Ziegler / Severin Kiefer                                                                                | Barbora Silná / Juri Kurakin                                                                                   |

## Resultat[3]
| Disciplin | Guld                                       | Silver                                   | Brons                                         |
| Herrar    | Javier Fernández (ESP)                     | Sergej Voronov (RUS)                     | Konstantin Mensjov (RUS)                      |
| Damer     | Julia Lipnitskaja (RUS)                    | Adelina Sotnikova (RUS)                  | Carolina Kostner (ITA)                        |
| Paråkning | Ryssland Tatjana Volosozjar Maksim Trankov | Ryssland Ksenja Stolbova Fjodor Klimov   | Ryssland Vera Bazarova Jurij Larionov         |
| Isdans    | Italien Anna Cappellini Luca Lanotte       | Ryssland Elena Ilinych Nikita Katsalapov | Storbritannien Penny Coomes Nicholas Buckland |